# Berendik István
Berendik István (Budapest, 1897. augusztus 2. – Budapest, 1946. június 14.) magyar filmoperatőr.

## Életpályája
Gyermekként sokat rajzolt és a fényképészet érdekelte. 1912-ben Angelo műtermében helyezkedett el. 1914-ben került a filmszakmába; a Kinoriport laboránsa volt. Bécsi József mellett segédoperatőrként dolgozott. 1917-től forgatott önállóan. A Tanácsköztársaság alatt (1919) egyike volt a Vörös Riport Film operatőreinek. 1920-tól kezdve játékfilmek társoperatőrje is volt. A második világháború alatt (1939–1945) katonai szolgálatot teljesített; operatőrként dolgozott tizedesi rangban.

### Munkássága
Haláláig dokumentumfilmeket rendezett és fényképezett, híradófelvételeket készített. Részt vett a némafilmek fényképezésében, majd az 1940-es években játékfilmeknél külső operatőrként dolgozott. Hozzá kapcsolódnak az 1943-as Kalotaszegi madonna lélegzet-elállítóan szép erdélyi felvételei. 1945 után forgatott még néhány rövid- és kultúrfilmet, illetve korai haláláig a Mafirt Krónika című híradófolyam egyik vezető beosztású operatőre volt. Hagyatékát felesége megsemmisítette, fényképhagyatékát két albumba ragasztva a Magyar Nemzeti Filmarchívum fotótára őrzi.

## Családja
Szülei Berendik István szabómester és Ódos Antónia voltak. Felesége Tóth Erzsébet tisztviselő (1895–1949) volt, akit 1923. december 24-én vett feleségül Budapesten.

## Filmjei
- Szulamit (1916)
- János vitéz (1916)
- Monna Vanna (1916)
- Névtelen vár I-II. (1920, Eiben Istvánnal)
- A végszó (1920, Eiben Istvánnal)
- Péntek este (1922, Papp Gyulával)
- A mi Budapestünk (1927)
- Falu alatt folyik egy patak (1927)
- Egy magyar város születése és fejlődése (1936)
- Kakaótermelés és csokoládégyártás (1936)
- Százéves Újpest (1936)
- Magyar őstehetségek (1938)
- Beszélő kövek városa (1939)
- Madonna a művészetben (1939)
- Képek orvosa (1939)
- Zúgnak a szirénák (1939, Bécsi Józseffel, Horváth Józseffel és Makay Árpáddal)
- Isten tenyerén (1939, Karbán Józseffel)
- Szabotázs (1941, Icsey Rezsővel)
- Mágiától a bűvészetig (1941)
- Szárnyaló ifjúság (1942)
- Szelek szárnyán (1942)
- Vitorlázó távrepülés (1942)
- Négylovas hintó (1942, Eiben Istvánnal)
- A hegyek lánya (1942, Makay Árpáddal)
- Kalotaszegi madonna (1943, Eiben Istvánnal)
- Tengerparti randevú (1943)
- Magyar kívánsághangverseny (1943)
- Örök melódiák (1943)
- A két Bajthay (1944, Kárpáthy Zoltánnal, Makay Árpáddal és Zsabokorszky Jenővel)
- Szerelmes szívek (1944, Dulovits Jenővel, Fekete Ferenccel és Makay Árpáddal)
- Szabad május elseje Budapesten (1945)
- Magyarország köztársaság (1945)
- A Magyar Kommunista Párt nagy júliusi népgyűlése Szegeden 1945-ben (1945)
- Arccal a vasút felé (1946)
- A Kossuth-híd felépítéséért (1946)
- A Szovjetunió Magyarországért (1946)